# Pátio de uma casa em Delft
Pátio de uma casa em Delft é uma pintura a óleo de 1658, feita pelo pintor Pieter de Hooch. É um exemplo da pintura holandesa da Idade de Ouro. A obra retrata a arquitetura doméstica típica do período intermediário de Hooch, com edifícios e pátios dominando as pessoas. Está assinado e datado à esquerda na arcada "P.D.H. / A 1658".

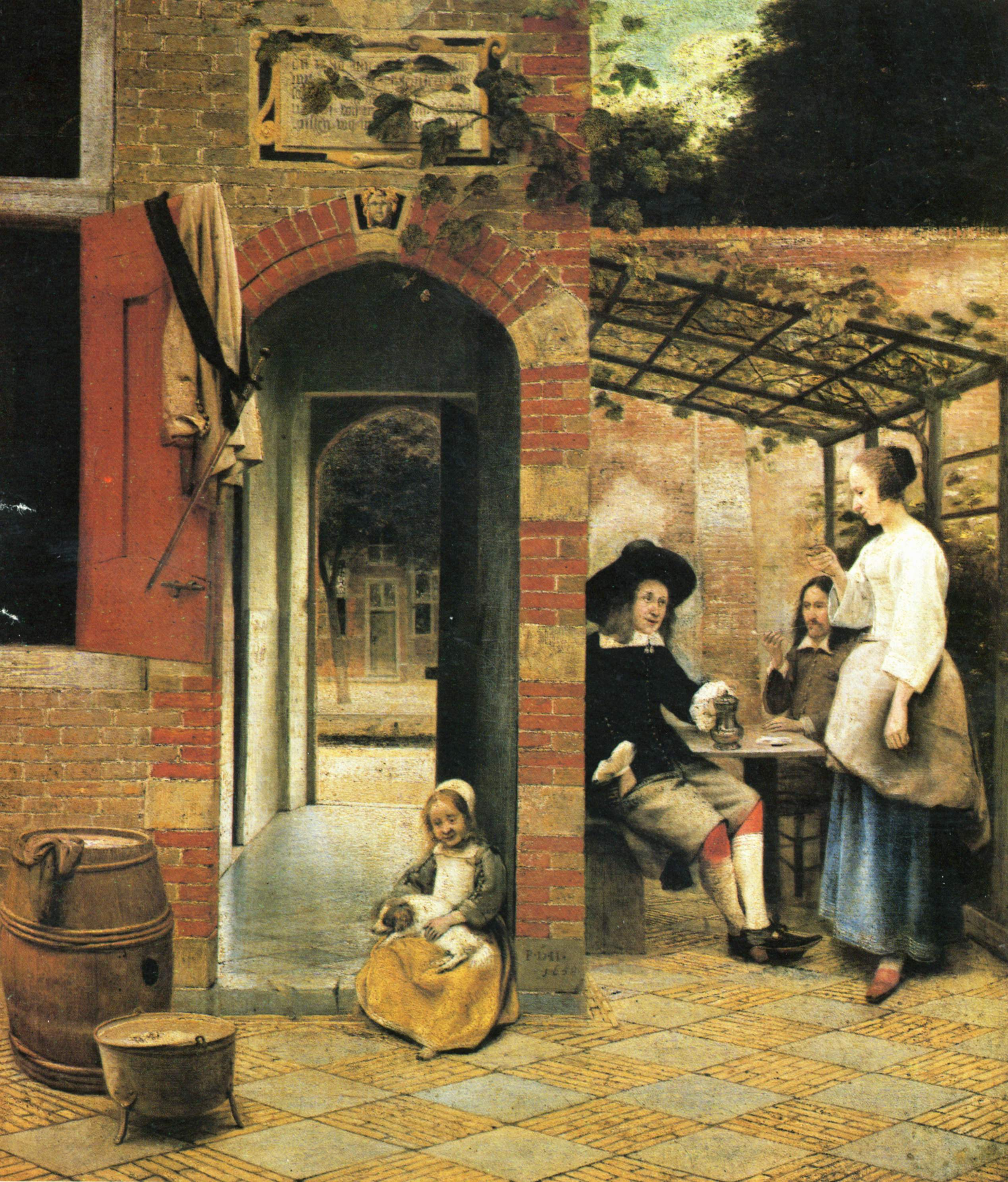
Pátio com Mandril, 1658

A cena está dividida em duas partes. À esquerda, um arco de tijolo e pedra leva de um pátio pavimentado a uma passagem por uma casa, onde uma mulher vestida de preto e vermelho está olhando para a rua além. Uma placa de pedra acima da porta diz, em holandês: "Dit is in sint hieronimus daelle / wildt v tot pacientie en lydtsaemheijt begeeven / vvand wij muetten eerst daellen / willen wy worden verheeven 1614" (em português: "Isso é no vale de São Jerônimo / por favor seja paciente e manso / pois devemos primeiro descer / se quisermos ser elevados. " ) Quando o claustro foi suprimido, esta placa foi removida, mas ainda pode ser vista fixada na parede de um jardim atrás do canal.
À direita está uma videira crescendo sobre uma estrutura de madeira, com uma porta aberta através da parede de tijolos à direita, e uma mulher vestida de branco e azul conduzindo uma criança escada abaixo para o pátio. A mulher carrega um prato na  mão, e um balde e uma vassoura foram deixados no pátio.
Figuras semelhantes também podem ser vistas em obras contemporâneas, incluindo Uma mulher bebendo com dois homens (1658), e a mulher de preto e vermelho pode ser vista em Um menino trazendo pão (1663). Uma composição semelhante com a mesma porta pode ser vista no Pátio com Mandril, também datado de 1658, que foi vendido na Christie's em Londres em dezembro de 1992 por £ 4,4 milhões.
Existem alguns efeitos sutis que estão em desacordo com a impressão geral de harmonia. A alvenaria da parede à direita está dilapidada em comparação com a casa da esquerda; há uma perspectiva dupla interessante que diferencia as duas metades que são divididas pela borda direita do arco e o edifício acima. A natureza está fazendo incursões ao pátio bem varrido da borda da planta à direita, incluindo o arbusto acima da cabeça do casal e a videira obscurecendo a tábua de pedra.
A pintura foi documentada por Hofstede de Groot em 1908 e catalogada por John Smith (Sm. Supl. 50) e de Groot (de G. 38). 
Permaneceu na Holanda até 1825, quando foi comprado por Sir Robert Peel. Foi gravado por Paul Adolphe Rajon e vendido em 1871 pelo filho, Sir Robert Peel, 3º Baronete, junto com o resto da coleção de arte de seu pai, para a National Gallery de Londres, onde estava no 835 no catálogo de 1906.
A obra foi tema de um poema de Derek Mahon.